# Terrarium

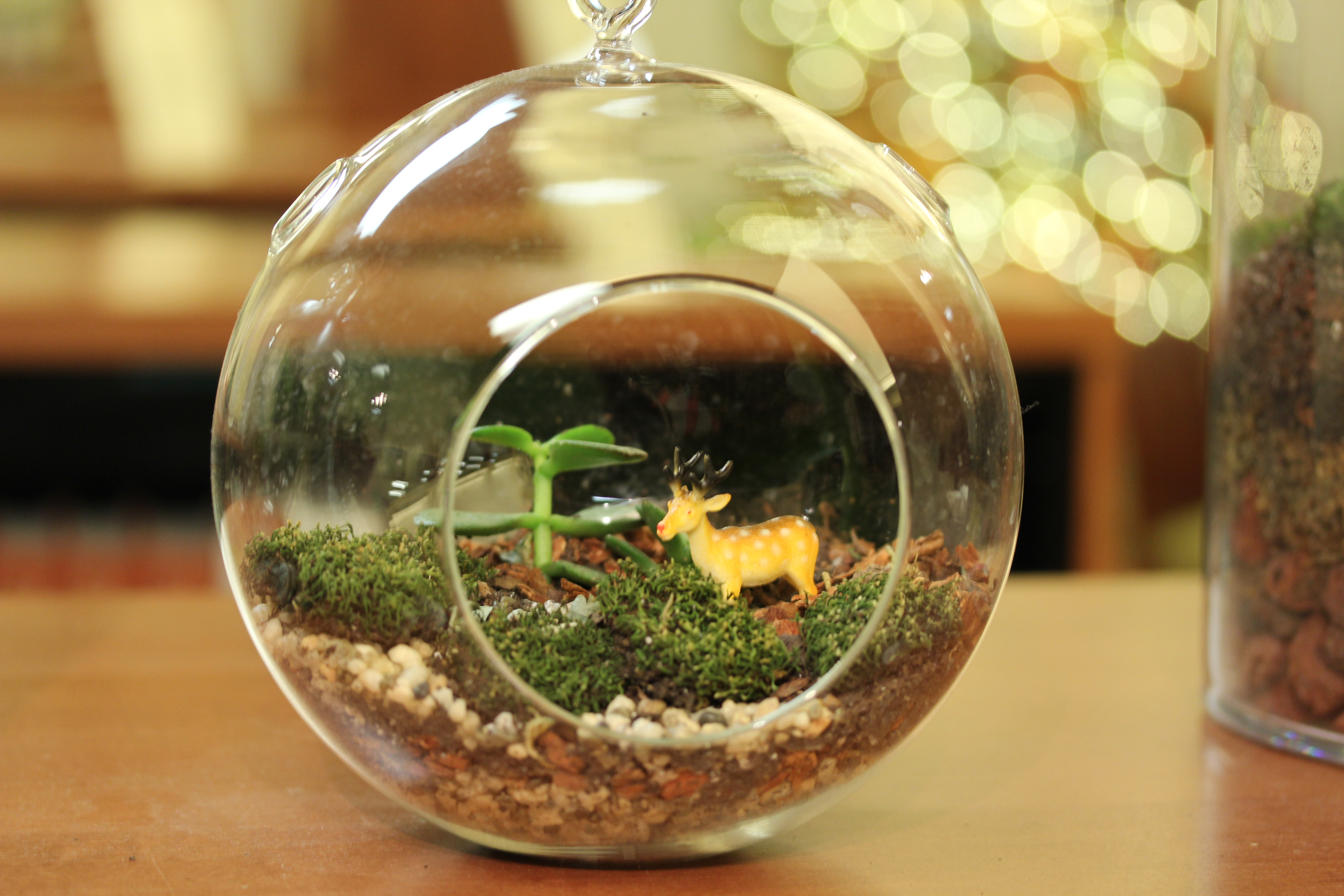

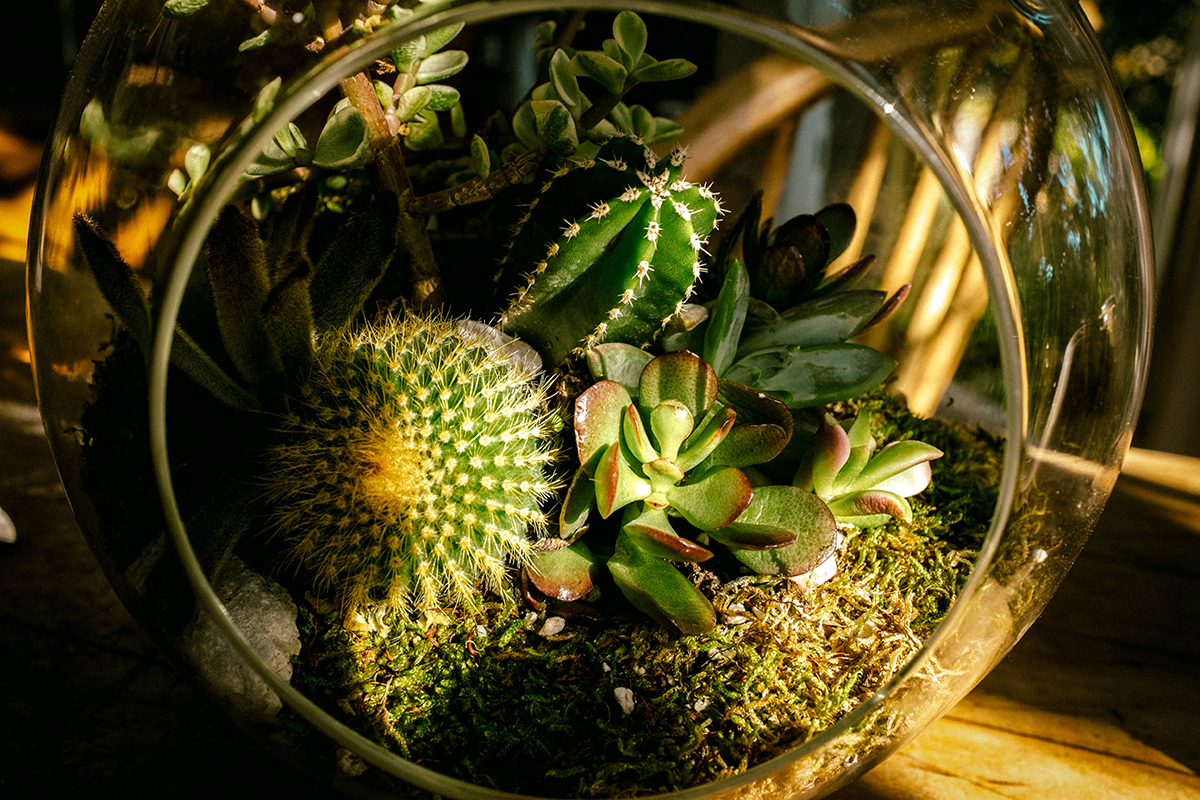

Un terrarium est un milieu confiné imitant le biotope de certaines espèces animales et/ou végétales.  Il est l'équivalent d'un aquarium dont l'eau serait remplacée par un substrat (terre, sable…) de quelques centimètres d'épaisseur disposé sur le fond.

## Caractéristiques d'un terrarium
Un terrarium peut être de formes et de tailles variées, et doit s'adapter aux besoins des animaux ou des végétaux qui vont y vivre. Les différentes caractéristiques et contraintes vont donc dépendre de ce qui est amené à vivre dedans. 

### Matériaux
La grande majorité des terrariums est en verre, sur le modèle des aquariums. On rencontre toutefois des terrariums en matière plastique (Plexiglas ou polystyrène extrudé), en métal, ou en bois (à part la façade avant, généralement transparente). Dans certains cas d'espèces nécessitant une forte aération, des terrariums partiellement ou totalement grillagés sont utilisés.
Le choix des matériaux est lié au poids, à la résistance à l'humidité, au coût ou encore à la qualité de finition désirée (terrarium décoratif ou strictement fonctionnel par exemple).

### Dimensions
La surface au sol doit être adaptée au nombre des espèces présentes, à leur taille adulte et à leur besoin en espace.
La hauteur peut également être importante pour les grandes plantes, les plantes grimpantes et les espèces animales arboricoles.

### Éclairage

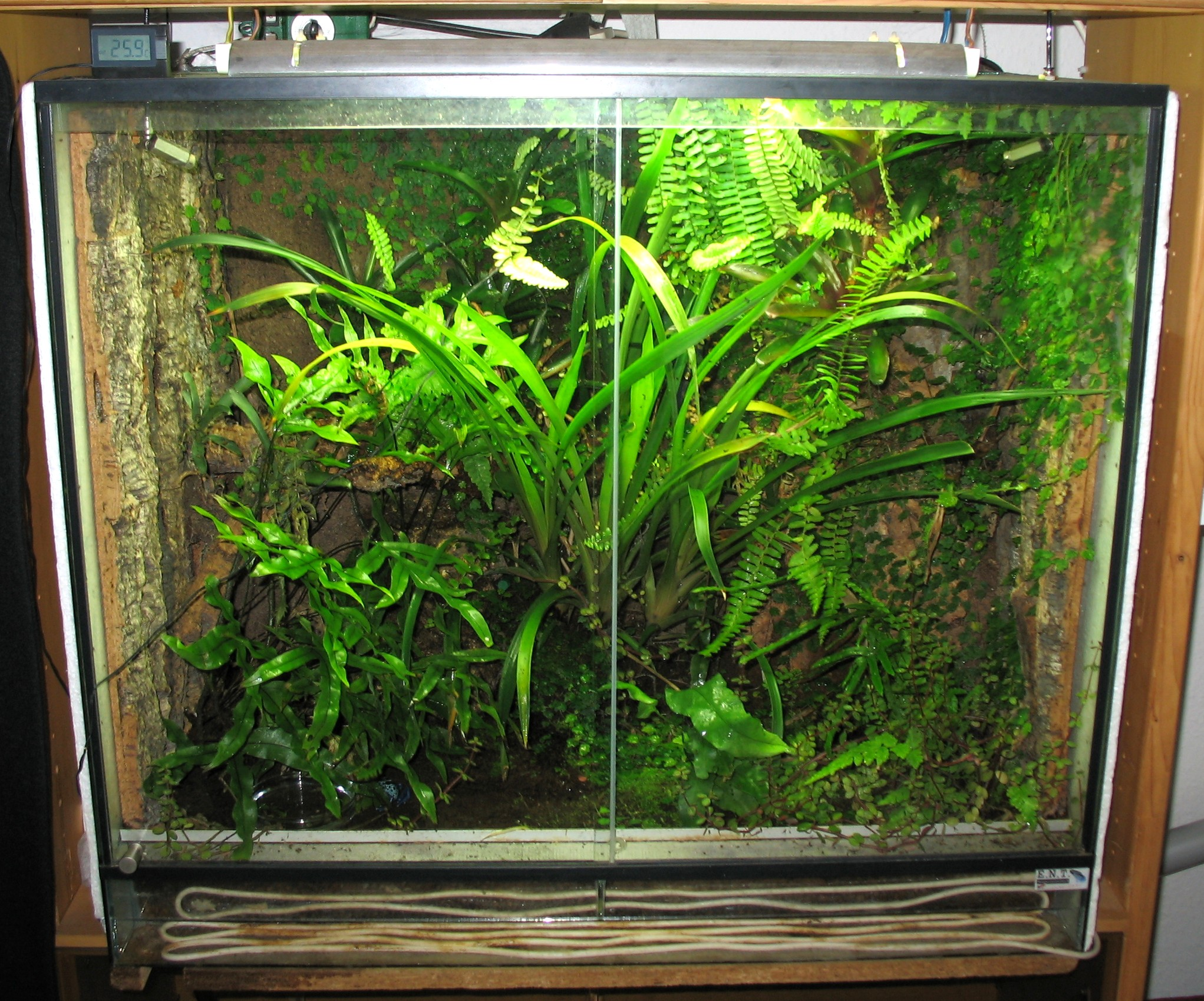
Terrarium avec plantes de milieux humides

La lumière est une caractéristique nécessaire à la croissance des plantes et à la grande majorité des animaux. Si le Soleil seul ne suffit pas, il conviendra de compléter artificiellement l'apport de lumière. Selon les besoins des espèces, l'éclairage sera plus ou moins puissant et plus ou moins chauffant (par exemple certains reptiles ont besoin de se chauffer au « soleil »).
Dans le cas de certaines plantes ou d'animaux diurnes, un apport spécifique en UV (ultraviolet) est nécessaire (synthèse de la vitamine D3 par exemple qui permet aux animaux de fixer le calcium de leur alimentation). Les UV sont fournis par des néons émettant dans le spectre des UVA et des UVB, ou encore par une lampe à sodium. Il est aussi de plus en plus fréquent d'utiliser des DEL comme source de lumière.
Un régulateur jour/nuit permet d'automatiser l'alternance de périodes d'éclairage et d'extinction. La durée du jour et de la nuit va dépendre des conditions d'origine des espèces, ainsi que de la saison.

### Régulation de la température
La température est un paramètre important, en particulier pour les animaux et plantes fortement inféodés à leur biotope d'origine.
Le chauffage peut être fourni par plusieurs moyens :
- des lampes chauffantes ou lampes infrarouges (en céramique) fournissent un chauffage directionnel et souvent localisé ;
- des plaques chauffantes, placées sous ou derrière le terrarium, fournissent une base de température ;
- des cordons chauffants, placés dans le sol, fournissent un chauffage par le sol ;
- des chauffages par air qui envoient de l'air chaud dans le terrarium permettent de réguler la température globale. Ceci peut d'ailleurs ne pas convenir à certaines espèces qui n'apprécient pas les courants d'air.

La plupart des animaux apprécient des différences de température au sein du terrarium durant la journée, ce qui leur permet de trouver eux-mêmes leur température idéale en se déplaçant (important pour les reptiles, très dépendants de la température).
Comme pour l'éclairage, une chute de température la nuit est souvent nécessaire au bien-être des espèces maintenues en captivité. Ces variations de températures doivent être cohérentes avec celles rencontrées dans le biotope d'origine des espèces.
Certaines plantes sont également sujettes à de telles variations de températures engendrées par le cycle nycthéméral de leur biotope d'origine. C'est le cas par exemple des espèces poussant en altitude dans la ceinture tropicale, où des écarts thermiques entre le jour et la nuit peuvent dépasser 15 °C.
Des solutions de refroidissement existent pour recréer de telles conditions, mais aucune n'étant commercialisée à ce jour, il incombe au propriétaire du terrarium de concevoir lui-même un tel système. Le plus souvent, en exploitant un groupe froid de réfrigérateur, ou grâce à des cellules à effet Peltier.

### Régulation de l'hygrométrie
De nombreuses plantes (mousses, lichens, fougères…) et de très nombreux reptiles ont des tolérances limitées vis-à-vis des écarts d'humidité.
La régulation de l'hygrométrie se fait grâce à plusieurs techniques :
- pulvérisation manuelle régulière d'eau tiède ;
- évaporation d'eau dans le terrarium (bassin, circulation d'eau) ;
- systèmes de pulvérisation automatisés.

Selon les espèces, les besoins en humidité varient du très sec (espèces issues de milieux désertiques) à très humide (proche de 100 % pour certains biotopes).

Certaines espèces animales nécessitent des variations d'hygrométrie au cours de la journée, voire une hygrométrie différente selon les endroits du terrarium.

### Substrat
Le substrat est la matière composant le sol.
Dans les cas les plus utilitaires, du carton ou du papier absorbant est utilisé (pour les animaux). D'autres substrats utilisés sont par exemple la terre, la tourbe et la sphaigne, le sable, les copeaux de divers arbres, des fibres végétales (de noix de coco en particulier)...
Le choix du substrat va dépendre des besoins des plantes (type de terre) ou des animaux (besoin de creuser des galeries par exemple), de l'humidité (résistance à la moisissure et conservation de l'eau), de la dangerosité (risque d'absorption par un animal) et de l'aspect esthétique.
Le décor peut se composer de divers éléments naturels tels que : écorce, bois, tronc, bois flotté, cailloux, roche, rocher.. et différentes plantes exotiques (phalaenopsis, racines mangrove...)

### Ouvertures, aérations
Un accès à l'intérieur du terrarium est nécessaire pour l'entretien, les soins aux plantes et aux animaux, l'ajout et le retrait de nourriture…

Dans le cas d'animaux, une ouverture frontale est préférable car l'accès par le haut rappelle à beaucoup d'espèces l'arrivée d'un prédateur, et provoque un stress.
Les aérations sont importantes pour le renouvellement de l'air mais aussi pour éviter la stagnation d'air humide et vicié, propice au développement de moisissures et de bactéries (surtout dans les terrariums humides et chauds). Le schéma classique consiste à placer une aération basse et une aération haute de l'autre côté du terrarium, permettant ainsi la circulation de l'air par convection. Dans certains cas une ou plusieurs faces du terrarium sont grillagées, pour des espèces nécessitant une très forte aération voire un courant d'air permanent (quelques espèces de caméléons par exemple).

## Utilisation

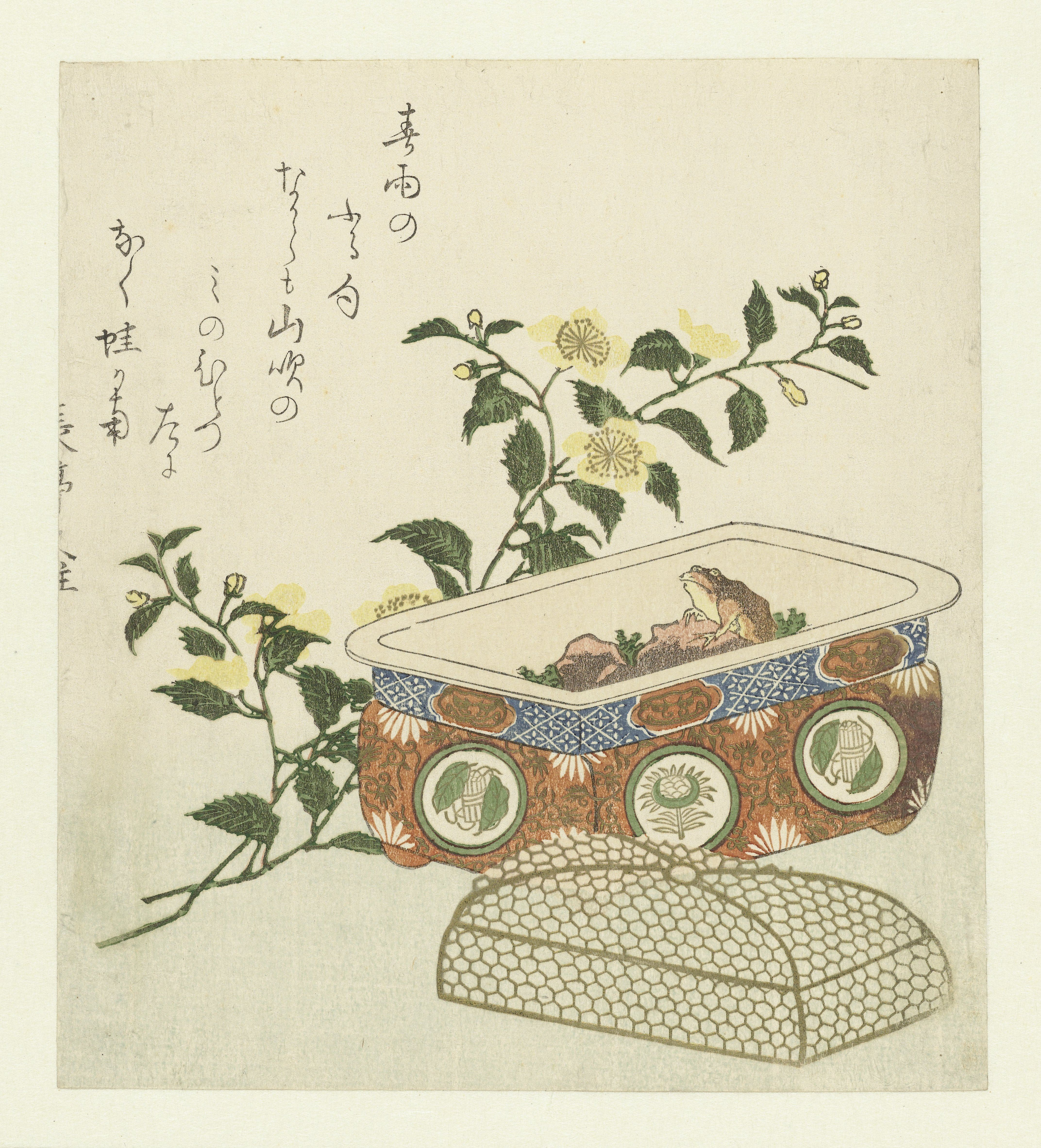
Terrarium pour grenouille. Japon, vers 1815

L'utilisation d'un terrarium est limitée à certaines espèces animales ou végétales. Au delà d'une certaine taille il n'est en général plus possible de fabriquer un terrarium, les plus grands ayant en général la taille d'une petite pièce. Il existe quelques exceptions dans le cas de bâtiments complets aménagés pour reproduire un biotope donné (La Ferme aux crocodiles par exemple). De même certains biotopes sont difficiles à reproduire, comme les milieux très froids.
On rencontre des terrariums dans plusieurs cas :
- pour l'élevage d'animaux qui ne peuvent vivre en liberté dans un logement :
  - animaux dangereux ;
  - animaux vivant dans un biotope trop différent ;
  - animaux susceptibles de s'enfuir ;
- pour le maintien de plantes issues d'un biotope trop différent ;
- pour la reproduction d'espèces dans des conditions optimales.

Un terrarium est nécessaire pour l'élevage de la plupart des nouveaux animaux de compagnie (NAC), en particulier les reptiles de toutes sortes.